# Delfina Olek-Skąpska
Delfina Olek-Skąpska-Perka (Skoczów, 12 febbraio 1950) è un'ex schermitrice polacca, vincitrice di una medaglia d'argento ai campionati mondiali di scherma.